# Bad Attitude
Bad Attitude je čtvrté studiové album amerického rockového zpěváka Meat Loafa. Vydáno bylo v listopadu 1984 prostřednictvím společnosti Arista Records. O rok později následovalo americké vydání, které zajistila společnost RCA Records. Meat Loaf na desce nazpíval své verze dvou již dříve vydaných skladeb Jima Steinmana, ostatní písně složili jiní skladatelé přímo pro amerického zpěváka.

## Seznam skladeb
| Pořadí         | Název                                   | Autor                     | Délka |
| -------------- | --------------------------------------- | ------------------------- | ----- |
| 1.             | Bad Attitude (feat. Roger Daltrey)      | Sarah Durkee, Paul Jacobs | 4:44  |
| 2.             | Modern Girl (feat. Clare Torry)         | Durkee, Jacobs            | 4:24  |
| 3.             | Nowhere Fast                            | Jim Steinman              | 5:12  |
| 4.             | Surf's Up                               | Steinman                  | 4:23  |
| 5.             | Piece of the Action                     | Durkee, Jacobs            | 4:15  |
| 6.             | Jumpin' the Gun (Duet with Zee Carling) | Durkee, Jacobs            | 3:12  |
| 7.             | Cheatin' in Your Dreams                 | John Parr                 | 4:08  |
| 8.             | Don't Leave Your Mark on Me             | Julia Downes, Parr        | 4:07  |
| 9.             | Sailor to a Siren                       | Durkee, Jacobs            | 4:40  |
| Celková délka: | Celková délka:                          | Celková délka:            | 39:18 |

## Obsazení
- Meat Loaf – zpěv

Ostatní
- Bob Kulick – kytara
- Paul Vincent – kytara
- John Siegler – basová kytara
- Mo Foster – basová kytara
- Paul Jacobs – piano, klávesy
- Steve Rance – programování syntezátoru
- Ronnie Asprey – saxofon
- Wells Kelly – bicí, perkuse
- Curt Cress – bicí
- Frank Ricotti – perkuse
- Roger Daltrey – zpěv
- Clare Torry – zpěv
- Zee Carling – zpěv
- Stephanie de Sykes – doprovodný zpěv

Technická podpora
- Alan Shacklock – produkce
- Paul Buckmaster, Paul Jacobs – strunné aranže